# Красностав (Шепетівський район)

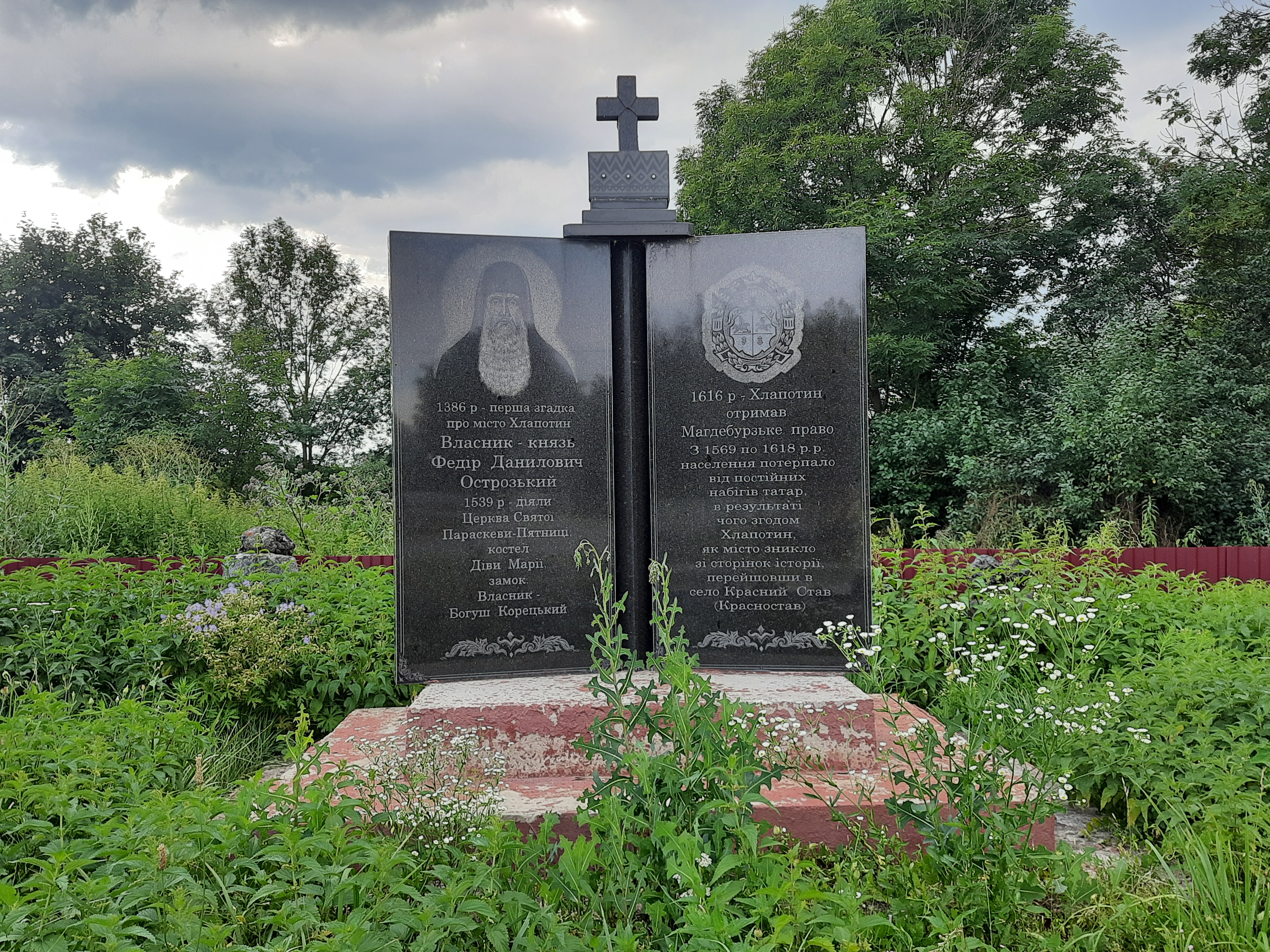
Пам'ятний знак з нагоди першої згадки про місто Хлапотин, попередника Красностава.

Красноста́в (Хлапотин, Хлопотин; їдиш: קראַסניסטאַוו) — село в Україні, у Берездівській сільській громаді Шепетівського району Хмельницької області. Населення становить 535 осіб.

## Географія
Село розташоване на правому березі річки Корчик.

## Історія
Перша письмова згадка про населений пункт датується 1386 роком, коли великий литовський князь Ягайло надав Корець, Заслав, Острог, Хлапотин та деякі інші сусідні міста князеві Федорові Даниловичу Острозькому. Сталося це на підставі Кревської унії.
Князь Ілля Острозький записав своїй дружині Беаті Косцелецькій, зокрема, замки у Хлопотині, Степані, Сатиєві з належними до них маєтностями.
Право на міський статус Хлапотин отримав 2 червня 1573 року. За даними деяких дослідників Хлапотин одним із перших одержав Магдебурзьке право. Ця подія відбулася у 1616 році. Мав свою печатку і був одним із 102 міст Волині, що мали замки.
У 1603 році відбувається перерозподіл маєтностей між синами Василя Костянтина Острозького. Хлапотин, разом із сусіднім Берездовом, одержав князь Олександр Васильович Острозький. Одначе у повне володіння своїми маєтностями не вступив. Бо того ж таки 1603 року помер. Від 15 травня 1604 до 1619 року цими містами, володіла його вдова Анна зі Штемберку Костчанка Острозька. Після смерті обох її синів Костянтина-Адама і Януша-Павла вдова ділить, що залишилося, поміж дочками. Відтак у 1621 році Хлапотин і Берездів успадкувала її молодша дочка Анна-Алоїза Ходкевичова-Острозька. А вже після смерті Анни-Алоїзи у 1654 році всі маєтності перейшли до дітей сестри — княгині Софії Любомирської.
Відповідно до поборового реєстру від 1635 року, у Хлапотині було із 93 ремісників. А саме: 14 чоботарів, 4 ковалі, 10 каретників, 6 бондарів, 4 теслярі, 6 гребенників, 1 лимар, 20 кравців, 2 ткачі, 1 котляр, 4 гончарі, 1 скрипаль, 8 м'ясників, 2 майстри з виробництва солоду, 4 пивовари, 6 пекарів.
З поступовим занепадом князівських родів Острозьких, Заславських, Любомирських, почалися тривалі сварки поміж їх нащадками за спадщину, у тому числі й за населені пункти Славута, Берездів та Красностав (Хлапотин), на тривалий період зрештою стають власністю Сангушків. Також певний час містечко належало до князів Яблоновських, але 1831 року маєток був конфіскований царським урядом.
Занепад міста пов'язують з частими пожежами та нападами татар. Один з яких, за легендою, і завершився повним його руйнуванням.
На кінець 19 століття у Красноставі 200 будинків і 697 жителів, у тому числі 55 % євреїв, дерев'яна церква з 1874 року, синагога, дім молитви, гарбарня, фабрика черепиці, школа заснована у 1886 році, цегельня.
У 1906 році містечко Берездівської волості Новоград-Волинського повіту Волинської губернії. Відстань від повітового міста 48 верст, від волості 8. Дворів 329, мешканців 2028.
За переписом 1911 року в містечку було 2,342 жителів,, міщанська управа, аптека, 2 аптекарські склади, 15 крамниць, горілчана державна крамниця, кредитове товариство, паровий млин (15,000 пудів річного перемолу), земська випозичальня сільсько-господарських машин, 2 ресторани і 8 ярмарків щорічно.
7 (20) листопада 1917 року, відповідно до Третього Універсалу Української Центральної Ради, увійшло до складу Української Народної Республіки.
У 1927 році в Красноставі проживало 190 єврейських сімей. Протягом 1933–1938 років функціонувала єврейська школа. Протягом Другої Світової війни майже всі євреї Красностава були розстріляні.
28 вересня 2007 року відкрито меморіальний комплекс пам'яті загиблого міста Хлапотин.
12 червня 2020 року, відповідно до розпорядження Кабінету Міністрів України № 727-р «Про визначення адміністративних центрів та затвердження територій територіальних громад Хмельницької області», увійшло до складу Берездівської сільської громади.
19 липня 2020 року, в результаті адміністративно-територіальної реформи та ліквідації Славутського району, село увійшло до складу Шепетівського району.
22 червня 2023 року рішенням №230 Національної комісії зі стандартів державної мови віднесено до списку населених пунктів, які «можуть не відповідати лексичним нормам української мови», зокрема стосуватися «російської імперської чи колоніальної політики». Громаді рекомендовано обґрунтувати доцільність збереження поточної назви або запропонувати нову назву в установленому законодавством порядку.

## Населення
Згідно з переписом УРСР 1989 року чисельність наявного населення села становила 651 особа, з яких 299 чоловіків та 352 жінки.
За переписом населення України 2001 року в селі мешкали 534 особи. 100 % населення вказало своєю рідною мовою українську мову.

## Символіка
Затверджена 23 грудня 2016 р. рішенням № 15 XVII сесії сільської ради VII скликання.

### Герб
У червоному щиті срібний мурований косий хрест. Щит вписаний в золотий декоративний картуш і увінчаний золотою сільською короною. Внизу картуша напис «КРАСНОСТАВ».
Мурований хрест — символ замку, який існував у Красноставі, що стояв на перехресті двох торгових шляхів.

### Прапор
На квадратному червоному полотнищі білий мурований косий хрест.